# Луиджи Симони
Луиджи „Джиджи“ Симони е италиански футболист и треньор. Роден е на 22 януари 1939 Кревалкоре, провинция Болоня, Италия.

## Биография
Симони е добър футболист и играе в Мантуа, Наполи, ФК Торино, Ювентус, Бреша и ФК Дженоа, Симони започва треньорската си кариера с Дженоа през сезон 1974/1975. Следващия сезон той успява да върне рособлу отново в Серия А.
След дълги серии от промоции с отборите ФК Пиза, Бреша и Кремонезе, Симони е привлечен от Масимо Морати за треньор на Интер от Милано през 1997. С игралия великолепно Роналдо в състава, Симони печели Купата на УЕФА и завършва на второ място в Серия А: Симони, който става известен във футбола заради спокойното си поведение, губи търпение за първи път в кариерата си когато не е дадена чиста дузпа срещу Роналдо във важен мач срещу Ювентус.
Симони е уволнен от Интер през 1999, независимо че все още е почитан от феновете на отбора.
След няколко кратки опита да тренира различни отбори и след като през пролетта на 2002 тренира и ПФК ЦСКА (София), Джижи Симони успява да вкара Анкона в Серия А през 2003, но учудващо е уволнен преди началото на сезона. Неговото връщане в Серия А, през 2004, със Сиена, не е добро и той отново е уволнен по средата на сезона. В края на 2005, Симони се съгласява да тренира отбора от Серия Ц Лучезе, в опит да върне отбора в Серия Б.
Умира на 22 май 2020 г., на 81-годишна възраст.